# Arondismentul Limoges
Arondismentul Limoges (în franceză Arrondissement de Limoges) este un arondisment din departamentul Haute-Vienne, regiunea Limousin, Franța.

## Subdiviziuni

### Cantoane
- Cantonul Aixe-sur-Vienne
- Cantonul Ambazac
- Cantonul Châlus
- Cantonul Châteauneuf-la-Forêt
- Cantonul Eymoutiers
- Cantonul Laurière
- Cantonul Limoges-La Bastide
- Cantonul Limoges-Beaupuy
- Cantonul Limoges-Carnot
- Cantonul Limoges-Centre
- Cantonul Limoges-Couzeix
- Cantonul Limoges-Cité
- Cantonul Limoges-Condat
- Cantonul Limoges-Corgnac
- Cantonul Limoges-Émailleurs
- Cantonul Limoges-Grand-Treuil
- Cantonul Limoges-Isle
- Cantonul Limoges-Landouge
- Cantonul Limoges-Le Palais
- Cantonul Limoges-Panazol
- Cantonul Limoges-Puy-las-Rodas
- Cantonul Limoges-Vigenal
- Cantonul Nexon
- Cantonul Nieul
- Cantonul Pierre-Buffière
- Cantonul Saint-Germain-les-Belles
- Cantonul Saint-Léonard-de-Noblat
- Cantonul Saint-Yrieix-la-Perche

### Comune
| 1. Aixe-sur-Vienne (87001)          | 2. Ambazac (87002)                   | 3. Augne (87004)                      | 4. Aureil (87005)                      |
| 5. Beaumont-du-Lac (87009)          | 6. Bersac-sur-Rivalier (87013)       | 7. Beynac (87015)                     | 8. Les Billanges (87016)               |
| 9. Boisseuil (87019)                | 10. Bonnac-la-Côte (87020)           | 11. Bosmie-l'Aiguille (87021)         | 12. Bujaleuf (87024)                   |
| 13. Burgnac (87025)                 | 14. Bussière-Galant (87027)          | 15. Les Cars (87029)                  | 16. Le Chalard (87031)                 |
| 17. Champnétery (87035)             | 18. Chaptelat (87038)                | 19. Cheissoux (87043)                 | 20. Châlus (87032)                     |
| 21. Château-Chervix (87039)         | 22. Châteauneuf-la-Forêt (87040)     | 23. Le Châtenet-en-Dognon (87042)     | 24. Condat-sur-Vienne (87048)          |
| 25. Coussac-Bonneval (87049)        | 26. Couzeix (87050)                  | 27. La Croisille-sur-Briance (87051)  | 28. Domps (87058)                      |
| 29. Eybouleuf (87062)               | 30. Eyjeaux (87063)                  | 31. Eymoutiers (87064)                | 32. Feytiat (87065)                    |
| 33. Flavignac (87066)               | 34. La Geneytouse (87070)            | 35. Glandon (87071)                   | 36. Glanges (87072)                    |
| 37. Isle (87075)                    | 38. Jabreilles-les-Bordes (87076)    | 39. Janailhac (87077)                 | 40. La Jonchère-Saint-Maurice (87079)  |
| 41. Jourgnac (87081)                | 42. Ladignac-le-Long (87082)         | 43. Laurière (87083)                  | 44. Lavignac (87084)                   |
| 45. Limoges (87085)                 | 46. Linards (87086)                  | 47. Magnac-Bourg (87088)              | 48. Masléon (87093)                    |
| 49. Meilhac (87094)                 | 50. Meuzac (87095)                   | 51. La Meyze (87096)                  | 52. Moissannes (87099)                 |
| 53. Nedde (87104)                   | 54. Neuvic-Entier (87105)            | 55. Nexon (87106)                     | 56. Nieul (87107)                      |
| 57. Pageas (87112)                  | 58. Le Palais-sur-Vienne (87113)     | 59. Panazol (87114)                   | 60. Peyrat-le-Château (87117)          |
| 61. Peyrilhac (87118)               | 62. Pierre-Buffière (87119)          | 63. La Porcherie (87120)              | 64. Rempnat (87123)                    |
| 65. Rilhac-Lastours (87124)         | 66. Rilhac-Rancon (87125)            | 67. La Roche-l'Abeille (87127)        | 68. Royères (87129)                    |
| 69. Roziers-Saint-Georges (87130)   | 70. Saint-Amand-le-Petit (87132)     | 71. Saint-Bonnet-Briance (87138)      | 72. Saint-Denis-des-Murs (87142)       |
| 73. Saint-Gence (87143)             | 74. Saint-Genest-sur-Roselle (87144) | 75. Saint-Germain-les-Belles (87146)  | 76. Saint-Gilles-les-Forêts (87147)    |
| 77. Saint-Hilaire-Bonneval (87148)  | 78. Saint-Hilaire-les-Places (87150) | 79. Saint-Jean-Ligoure (87151)        | 80. Saint-Jouvent (87152)              |
| 81. Saint-Julien-le-Petit (87153)   | 82. Saint-Just-le-Martel (87156)     | 83. Saint-Laurent-les-Églises (87157) | 84. Saint-Léger-la-Montagne (87159)    |
| 85. Saint-Léonard-de-Noblat (87161) | 86. Saint-Martin-Terressus (87167)   | 87. Saint-Martin-le-Vieux (87166)     | 88. Saint-Maurice-les-Brousses (87169) |
| 89. Saint-Méard (87170)             | 90. Saint-Paul (87174)               | 91. Saint-Priest-Ligoure (87176)      | 92. Saint-Priest-Taurion (87178)       |
| 93. Saint-Priest-sous-Aixe (87177)  | 94. Saint-Sulpice-Laurière (87181)   | 95. Saint-Sylvestre (87183)           | 96. Saint-Vitte-sur-Briance (87186)    |
| 97. Saint-Yrieix-la-Perche (87187)  | 98. Saint-Yrieix-sous-Aixe (87188)   | 99. Sainte-Anne-Saint-Priest (87134)  | 100. Sauviat-sur-Vige (87190)          |
| 101. Solignac (87192)               | 102. Surdoux (87193)                 | 103. Sussac (87194)                   | 104. Séreilhac (87191)                 |
| 105. Verneuil-sur-Vienne (87201)    | 106. Veyrac (87202)                  | 107. Vicq-sur-Breuilh (87203)         | 108. Le Vigen (87205)                  |